# 北投士林科技園區
北投士林科技園區（英文：Beitou Shilin Technology Park，BSTP），簡稱北士科，是位於臺灣臺北市北投區南側洲美地區一帶的科學園區。
北投士林園區占地約94.38公頃，座落於北投區與士林區交界，與兒童新樂園、科教館、天文館等學術地標接壤。鄰近有數座醫院、新光醫院、國立陽明交通大學、臺北榮民總醫院、國立臺北護理健康大學等地標，因此以「智慧健康產業」為主軸發展，被台北市視為是市內下一個新興產業發展區域。

## 範圍

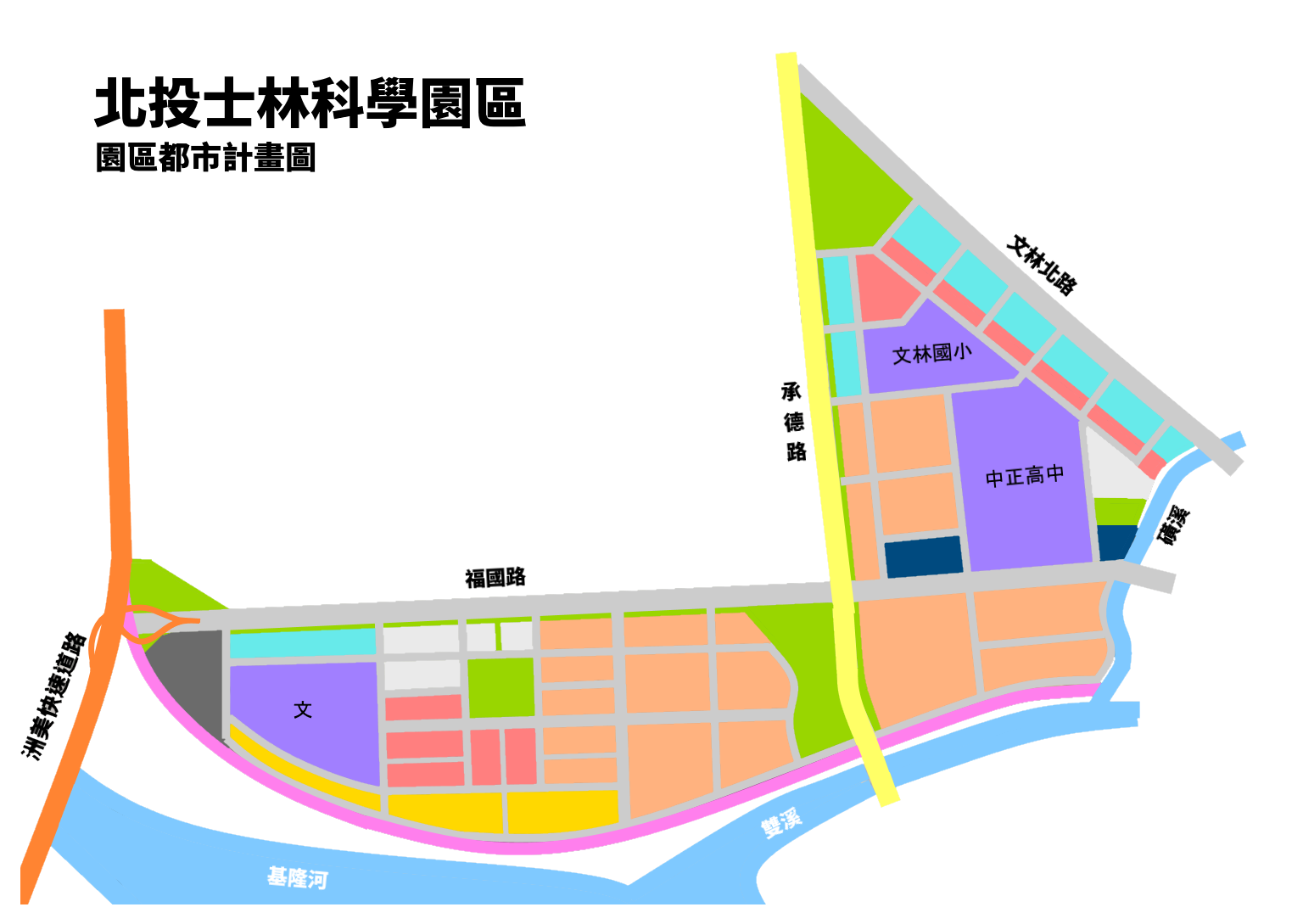
北投士林科技園區都市計畫圖

雖名為北投士林科技園區，但實際全區皆位於北投區內。園區範圍主要分為兩部分，東側（軟橋段）由文林北路、承德路、外雙溪、磺溪圍成的四角地組成，內有中正高中、文林國小等學校。西側（新洲美段）則為福國路與外雙溪所夾腹地，西起洲美快速道路，東至承德路。全區包含25公頃的科技產業專用區設於福國路、承德路口附近。園區土地中市有地共9.76公頃，其餘皆為私有地，已於2009年1月5日公告實施區段徵收。開發期限共22年，預計於2031年前完工。

## 歷史
北投士林科技園區腹地在園區計畫確定前，為配合行政院亞太營運中心計畫，原以臺北媒體文化園區進行規劃，後因媒體產業發展日漸科技化及民間傳播業者多已覓得設置地點，臺北市政府於2009年7月31日變更該地都市計畫為北投士林科技園區。原計畫將雙溪以南，即兒童新樂園、科教館等地納入範圍，因這些地區已在2005年2月23日進行區段徵收，本次計畫僅徵收雙溪以北地區共94.38公頃，開發共90.24公頃，雙溪以南地區則成為今日臺北科學藝術園區。此外，臺北市政府規劃將以社子島開發案、北投士林科技園區開發案為鑑審視關渡平原農業區開發。
考量於臺北市未來產業發展潛勢，臺北市政府以「4-1產業園區計畫」打造完整的產業廊帶並帶動產業升級與轉型，包含南港生技聚落／東區門戶計畫、內科2.0計畫、生態社子島、圓山聚落計畫與北投士林科技園區。其中北士科鄰近北投與天母生活圈，周邊更包含新光醫院、陽明大學、榮民總醫院、衛福部國家中醫藥研究所等醫療資源，使北士科具備發展智慧醫療產業潛力，故北士科以「智慧健康產業」與「數位技術服務」為發展主軸。
此外，北投士林科技園區也被作為智慧城市示範規劃區，將建置智慧電網、智慧三表、智慧停車、智慧交控、智慧路燈等設施。
台北市政府地政處已於2009年1月5日公告實施區段徵收，並於同年8月3日公告實施都市計畫變更。填土整地工程已於2010年起陸續開工，目前工程已於2021年2月4日全數竣工。
2013年起，為配合北士科興建工程而啟動福國路段延伸工程，共分為二期。一期由承德路西側北士科園區用地起，至文林北路文昌路口止共1.8公里，已於2013年4月3日開工，2017年4月5日通車。第二期工程由第一期工程起點向西延伸至洲美快速道路，並配合新建福國交流道，2023年5月4日完工。
2021年10月的柯文哲市府任內，將T17與T18基地長達50年地上權標給新光人壽，因為免除原標案的產業限制及提交投資計劃書，引發的北士科案在2024年被市議會及臺灣臺北地方檢察署立案調查。
2025年5月19日，輝達執行長黃仁勳宣布將把輝達台灣總部建於北士科T17、T18。

## 建物

### 古蹟
- 洲美街51巷16號郭宅古厝汾陽居，2018年8月24日列暫定古蹟，11月30日臺北市政府審議不列歷史建築，12月19日遭拆除。
- 賴氏古厝，位於福星公園內。

### 休憩設施
- 福星公園，位於文林北路與承德路口。
- 洲美公園，位於福美路南側，與洲美三王宮、洲美屈原宮共地建設。

### 教育
- 中正高中
- 文林國小
- 洲美國小，已在2015年因園區開發及少子化廢校，園區開發計畫中已預留文教用地，待開發完成後將評估復校。目前校史等資訊皆存放於文林國小。

### 商住設施
- 北士科專案住宅（洲美社宅），為最早完工設施，於2016年完工，提供原在園區計畫範圍內的拆遷戶遷移使用。
- 福國社會住宅，與消防局共建，於2020年6月開工，預計2024年完工。
- 軟橋裕花園社區
- 中鼎工程第二總部
- 華固創富中心
- 新凱汽車北投服務廠

## 交通

### 道路
- 洲美快速道路：福國路匝道，2023年1月19日通車。
- 一般道路
  - 文林北路
  - 承德路六段
  - 福國路、福美路、承信路、承平路、福善路、文承路、承美路等新設道路。
  - 洲美街

### 公車
| 編號      | 路線起迄                     | 區域內公車站牌           | 經營業者   | 備註                               |
| --------- | ---------------------------- | ------------------------ | ---------- | ---------------------------------- |
| 41        | 北士科－捷運大安站           | 福美站－福美承平路口等站 | 大都會客運 | 行經本區域並有設站之臺北市市區公車 |
| 68        | 洲美里－捷運劍潭站           | 洲美里－福美承平路口等站 | 首都客運   | 行經本區域並有設站之臺北市市區公車 |
| 250       | 北士科－青年公園             | 福美站－福美承平路口等站 | 光華巴士   | 行經本區域並有設站之臺北市市區公車 |
| 255區間車 | 北士科－雙溪                 | 福美站－福美承平路口等站 | 首都客運   | 行經本區域並有設站之臺北市市區公車 |
| 683       | 北士科－南港高工             | 福美站－福美承平路口等站 | 光華巴士   | 行經本區域並有設站之臺北市市區公車 |
| 756       | 淡江大學－北門               | 建民里－建民里一等站     | 指南客運   | 行經本區域並有設站之臺北市市區公車 |
| 757       | 淡海－北門                   | 建民里－建民里一等站     | 指南客運   | 行經本區域並有設站之臺北市市區公車 |
| 紅68      | 北投士林科技園區－捷運芝山站 | 洲美里－福美承平路口等站 | 首都客運   | 行經本區域並有設站之臺北市市區公車 |
| 市民小巴8 | 北士科－後港里               | 福美站－福美承平路口等站 | 光華巴士   | 行經本區域並有設站之臺北市市區公車 |
| 北環幹線  | 北士科－中華科技大學         | 福美站－建民里等站       | 大有巴士   | 行經本區域並有設站之臺北市市區公車 |

### 捷運
- 台北捷運
  -  淡水信義線明德站
  -  淡水信義線芝山站
  -  社子線LR06—LR08

## 鄰近設施
- 北投垃圾焚化廠
- 國立陽明交通大學陽明校區
- 臺北榮民總醫院
- 臺北市立兒童新樂園
- 國立臺灣科學教育館
- 臺北市立天文科學教育館

## 外部連結
- 北投士林科技園區官網 （页面存档备份，存于）
- 臺北市政府地政局土地開發總隊－北投士林科技園區徵收案 （页面存档备份，存于）